# Ocean Grove (New Jersey)
Ocean Grove – jednostka osadnicza w Stanach Zjednoczonych, w stanie New Jersey, w hrabstwie Monmouth, nad Oceanem Atlantyckim.